# 格羅夫奧克 (阿拉巴馬州)
格羅夫奧克（英語：Grove Oak）是一個位於美國阿拉巴馬州迪卡爾布縣的非建制地區。該地的面積和人口皆未知。

## 地理
格羅夫奧克的座標為34°26′17″N 86°03′09″W / 34.43805°N 86.0525°W，而該地最高點為海拔高度358米（即1175英尺）。